# Football Club Internazionale Milano nelle competizioni internazionali

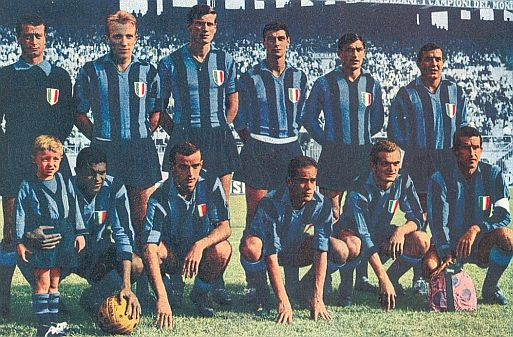
Una formazione dell'Inter 1963-64, vincitrice della Coppa dei Campioni

La prima partecipazione del Football Club Internazionale Milano nelle competizioni internazionali risale al 1930, quando prese parte alla Coppa dell'Europa Centrale. Nelle sue sette partecipazioni tra il 1927 e il 1940, il club raggiunse una finale e due semifinali. A partire dall'istituzione della UEFA nel 1954, con la conseguente creazione dei suoi primi trofei ufficiali l'anno dopo, i nerazzurri hanno partecipato a cinque delle sette competizioni confederali, laureandosi vincitori in tre di esse: il primo successo è arrivato nella Coppa dei Campioni nel 1964, a cui sono seguite altre due affermazioni nella massima competizione europea (nel 1965 e nel 2010), altrettante nella Coppa Intercontinentale (nel 1964 e nel 1965) e tre nella Coppa UEFA (nel 1991, nel 1994 e nel 1998). A livello di manifestazioni mondiali, i nerazzurri contano un successo nella Coppa del mondo per club, competizione creata dalla FIFA, nel 2010, per un totale di nove trofei ufficiali a livello internazionale. Il club è arrivato in finale in altre sette occasioni in competizioni confederali (quattro in Coppa dei Campioni e Champions League, due in Coppa UEFA ed Europa League e una in Supercoppa UEFA) più una nella Supercoppa dei Campioni Intercontinentali, competizione interconfederale disputata nel 1968 e nel 1969.
Nel 1965 l'Inter è stata la prima squadra italiana a vincere la Coppa dei Campioni e la Coppa Intercontinentale nello stesso anno, detenendo quindi contemporaneamente i titoli di campione europeo e mondiale; il traguardo è stato bissato nel 2010, quando è riuscita a vincere la Champions League e la Coppa del mondo per club. Sempre nel 1965 è diventata la prima squadra italiana a vincere la Coppa dei Campioni e la Coppa Intercontinentale per due anni consecutivi; limitatamente alla Coppa Intercontinentale, è stata anche la prima squadra italiana a ottenere un successo nella manifestazione.
Helenio Herrera è l'allenatore che ha vinto più trofei in ambito internazionale (4), oltre a essere il tecnico con più presenze (52) e vittorie (31). Limitatamente alle competizioni UEFA, il primato di presenze (46) spetta a Roberto Mancini, mentre quello di vittorie (25) a Simone Inzaghi. Javier Zanetti è il giocatore con più partite disputate in ambito internazionale (162) e in competizioni UEFA (160), mentre Alessandro Altobelli è quello con più reti realizzate (35) per quanto riguarda sia le competizioni internazionali sia quelle UEFA.
Le vittorie con maggior differenza reti dell'Inter nelle competizioni UEFA sono state quelle sulla Dinamo Bucarest negli ottavi di finale della Coppa dei Campioni 1964-1965 e sullo Stjarnan nei play-off della UEFA Europa League 2014-2015.

## Competizioni UEFA, CONMEBOL e FIFA

### Coppa dei Campioni / UEFA Champions League

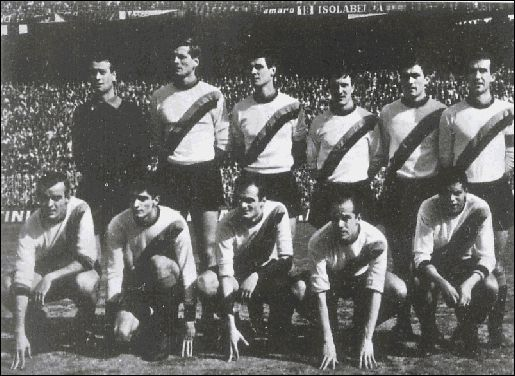
Una formazione del 1964-65: Sarti, Facchetti, Guarneri, Bedin, Burgnich, Picchi Accosciati: Corso, Domenghini, Mazzola, Suarez, Jair

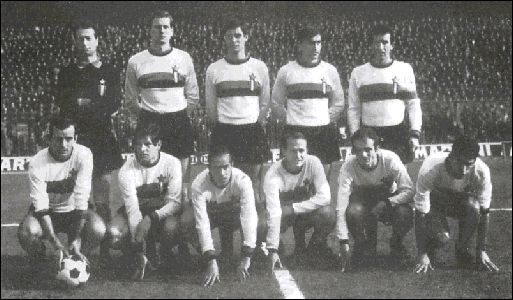
Un undici dell'Inter 1966-67, finalista in Coppa dei Campioni

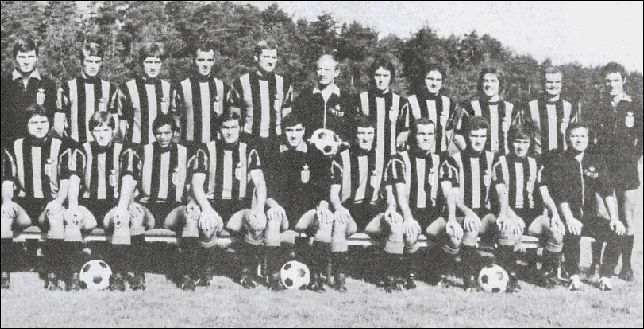
La rosa dell'Inter 1971-72, finalista in Coppa dei Campioni

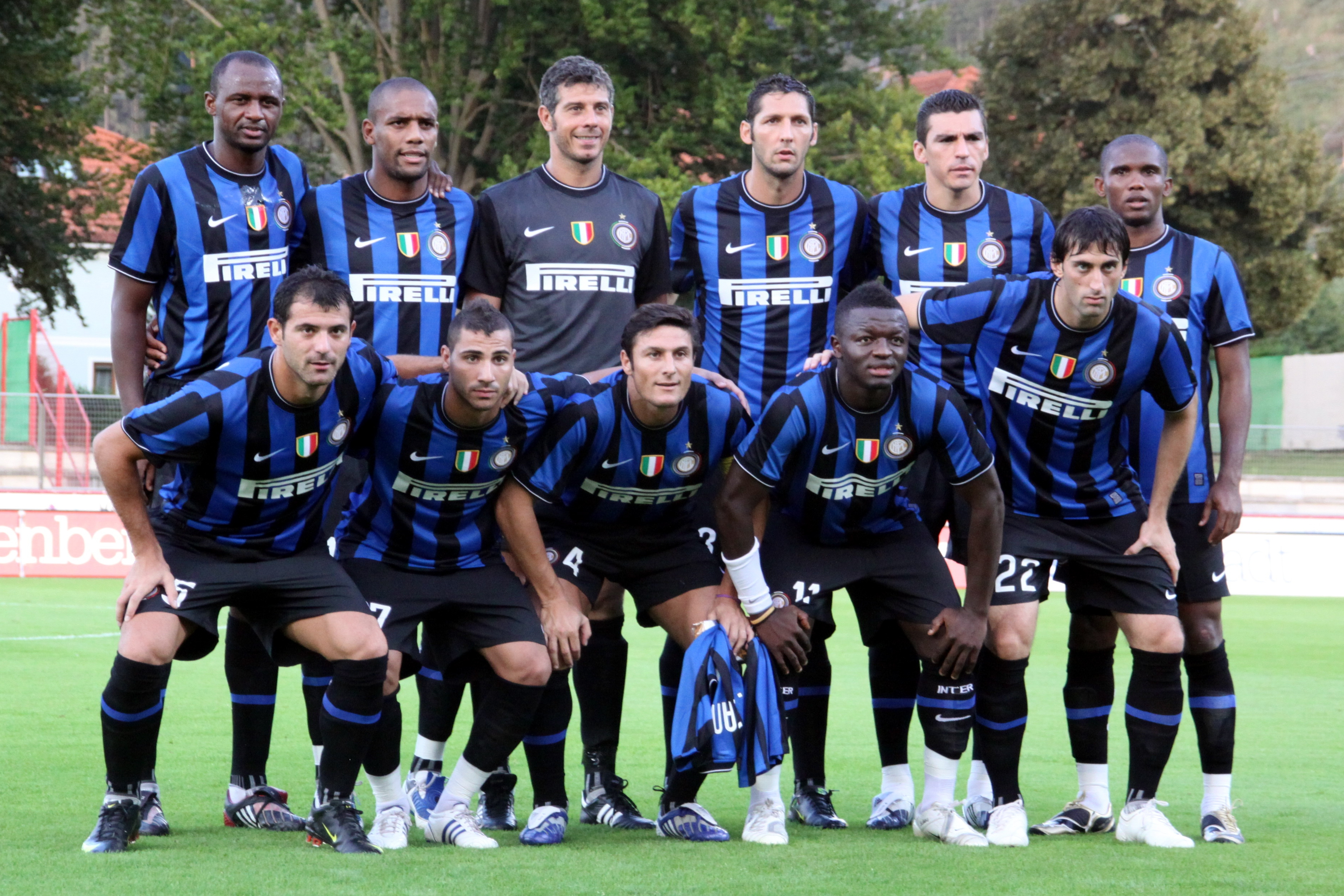
Un undici dell'Inter 2009-10, vincitrice della UEFA Champions League

1963-1964 
| Turno             | Partita                   | Risultato |
| ----------------- | ------------------------- | --------- |
| Turno preliminare | Everton - Inter           | 0-0       |
| Turno preliminare | Inter - Everton           | 1-0       |
| Primo turno       | Inter - Monaco            | 1-0       |
| Primo turno       | Monaco - Inter            | 1-3       |
| Quarti di finale  | Partizan - Inter          | 0-2       |
| Quarti di finale  | Inter - Partizan          | 2-1       |
| Semifinali        | Borussia Dortmund - Inter | 2-2       |
| Semifinali        | Inter - Borussia Dortmund | 2-0       |
| Finale            | Inter - Real Madrid       | 3-1       |

 1964-1965 
| Turno            | Partita                 | Risultato |
| ---------------- | ----------------------- | --------- |
| Primo turno      | Inter - Dinamo Bucarest | 6-0       |
| Primo turno      | Dinamo Bucarest - Inter | 0-1       |
| Quarti di finale | Inter - Rangers         | 3-1       |
| Quarti di finale | Rangers - Inter         | 1-0       |
| Semifinali       | Liverpool - Inter       | 3-1       |
| Semifinali       | Inter - Liverpool       | 3-0       |
| Finale           | Inter - Benfica         | 1-0       |

 1965-1966 
| Turno            | Partita                 | Risultato |
| ---------------- | ----------------------- | --------- |
| Primo turno      | Dinamo Bucarest - Inter | 2-1       |
| Primo turno      | Inter - Dinamo Bucarest | 2-0       |
| Quarti di finale | Inter - Ferencváros     | 4-0       |
| Quarti di finale | Ferencváros - Inter     | 1-1       |
| Semifinali       | Real Madrid - Inter     | 1-0       |
| Semifinali       | Inter - Real Madrid     | 1-1       |

 1966-1967 
| Turno            | Partita               | Risultato |
| ---------------- | --------------------- | --------- |
| Primo turno      | Inter - Torpedo Mosca | 1-0       |
| Primo turno      | Torpedo Mosca - Inter | 0-0       |
| Secondo turno    | Inter - Vasas         | 2-1       |
| Secondo turno    | Vasas - Inter         | 0-2       |
| Quarti di finale | Inter - Real Madrid   | 1-0       |
| Quarti di finale | Real Madrid - Inter   | 0-2       |
| Semifinali       | Inter - CSKA Sofia    | 1-1       |
| Semifinali       | CSKA Sofia - Inter    | 1-1       |
| Semifinali       | Inter - CSKA Sofia    | 1-0       |
| Finale           | Inter - Celtic        | 1-2       |

 1971-1972 
| Turno            | Partita                     | Risultato         |
| ---------------- | --------------------------- | ----------------- |
| Primo turno      | Inter - AEK Atene           | 4-1               |
| Primo turno      | AEK Atene - Inter           | 3-2               |
| Secondo turno    | Inter - Borussia M'gladbach | 4-2               |
| Secondo turno    | Borussia M'gladbach - Inter | 0-0               |
| Quarti di finale | Inter - Standard Liegi      | 1-0               |
| Quarti di finale | Standard Liegi - Inter      | 2-1               |
| Semifinali       | Inter - Celtic              | 0-0               |
| Semifinali       | Celtic - Inter              | 0-0 (4-5 ai rig.) |
| Finale           | Ajax - Inter                | 2-0               |

 1980-1981 
| Turno            | Partita              | Risultato |
| ---------------- | -------------------- | --------- |
| Primo turno      | Inter - FCU Craiova  | 2-0       |
| Primo turno      | FCU Craiova - Inter  | 1-1       |
| Secondo turno    | Nantes - Inter       | 1-2       |
| Secondo turno    | Inter - Nantes       | 1-1       |
| Quarti di finale | Inter - Stella Rossa | 1-1       |
| Quarti di finale | Stella Rossa - Inter | 0-1       |
| Semifinali       | Real Madrid - Inter  | 2-0       |
| Semifinali       | Inter - Real Madrid  | 1-0       |

 1989-1990 
| Turno       | Partita          | Risultato |
| ----------- | ---------------- | --------- |
| Primo turno | Malmö FF - Inter | 1-0       |
| Primo turno | Inter - Malmö FF | 1-1       |

 1998-1999 
| Turno                     | Partita                | Risultato |
| ------------------------- | ---------------------- | --------- |
| Secondo turno preliminare | Inter - Skonto         | 4-0       |
| Secondo turno preliminare | Skonto - Inter         | 1-3       |
| Fase a gironi             | Real Madrid - Inter    | 2-0       |
| Fase a gironi             | Inter - Sturm Graz     | 1-0       |
| Fase a gironi             | Inter - Spartak Mosca  | 2-1       |
| Fase a gironi             | Spartak Mosca - Inter  | 1-1       |
| Fase a gironi             | Inter - Real Madrid    | 3-1       |
| Fase a gironi             | Sturm Graz - Inter     | 0-2       |
| Quarti di finale          | Manchester Utd - Inter | 2-0       |
| Quarti di finale          | Inter - Manchester Utd | 1-1       |

 2000-2001 
| Turno                   | Partita             | Risultato |
| ----------------------- | ------------------- | --------- |
| Terzo turno preliminare | Helsingborg - Inter | 1-0       |
| Terzo turno preliminare | Inter - Helsingborg | 0-0       |

 2002-2003 
| Turno                   | Partita                  | Risultato |
| ----------------------- | ------------------------ | --------- |
| Terzo turno preliminare | Sporting Lisbona - Inter | 0-0       |
| Terzo turno preliminare | Inter - Sporting Lisbona | 2-0       |
| Prima fase a gironi     | Rosenborg - Inter        | 2-2       |
| Prima fase a gironi     | Inter - Ajax             | 1-0       |
| Prima fase a gironi     | Inter - Olympique Lione  | 1-2       |
| Prima fase a gironi     | Olympique Lione - Inter  | 3-3       |
| Prima fase a gironi     | Inter - Rosenborg        | 3-0       |
| Prima fase a gironi     | Ajax - Inter             | 1-2       |
| Seconda fase a gironi   | Newcastle Utd - Inter    | 1-4       |
| Seconda fase a gironi   | Inter - Bayer Leverkusen | 3-2       |
| Seconda fase a gironi   | Barcellona - Inter       | 3-0       |
| Seconda fase a gironi   | Inter - Barcellona       | 0-0       |
| Seconda fase a gironi   | Inter - Newcastle Utd    | 2-2       |
| Seconda fase a gironi   | Bayer Leverkusen - Inter | 0-2       |
| Quarti di finale        | Inter - Valencia         | 1-0       |
| Quarti di finale        | Valencia - Inter         | 2-1       |
| Semifinali              | Milan - Inter            | 0-0       |
| Semifinali              | Inter - Milan            | 1-1       |

 2003-2004 
| Turno         | Partita                 | Risultato |
| ------------- | ----------------------- | --------- |
| Fase a gironi | Arsenal - Inter         | 0-3       |
| Fase a gironi | Inter - Dinamo Kiev     | 2-1       |
| Fase a gironi | Lokomotiv Mosca - Inter | 3-0       |
| Fase a gironi | Inter - Lokomotiv Mosca | 1-1       |
| Fase a gironi | Inter - Arsenal         | 1-5       |
| Fase a gironi | Dinamo Kiev - Inter     | 1-1       |

 2004-2005 
| Turno                   | Partita              | Risultato  |
| ----------------------- | -------------------- | ---------- |
| Terzo turno preliminare | Basilea - Inter      | 1-1        |
| Terzo turno preliminare | Inter - Basilea      | 4-1        |
| Fase a gironi           | Inter - Werder Brema | 2-0        |
| Fase a gironi           | Anderlecht - Inter   | 1-3        |
| Fase a gironi           | Valencia - Inter     | 1-5        |
| Fase a gironi           | Inter - Valencia     | 0-0        |
| Fase a gironi           | Werder Brema - Inter | 1-1        |
| Fase a gironi           | Inter - Anderlecht   | 3-0        |
| Ottavi di finale        | Porto - Inter        | 1-1        |
| Ottavi di finale        | Inter - Porto        | 3-1        |
| Quarti di finale        | Milan - Inter        | 2-0        |
| Quarti di finale        | Inter - Milan        | 0-3 a tav. |

 2005-2006 
| Turno                   | Partita                     | Risultato |
| ----------------------- | --------------------------- | --------- |
| Terzo turno preliminare | Šachtar - Inter             | 0-2       |
| Terzo turno preliminare | Inter - Šachtar             | 1-1       |
| Fase a gironi           | Artmedia Bratislava - Inter | 0-1       |
| Fase a gironi           | Inter - Rangers             | 1-0       |
| Fase a gironi           | Porto - Inter               | 2-0       |
| Fase a gironi           | Inter - Porto               | 2-1       |
| Fase a gironi           | Inter - Artmedia Bratislava | 4-0       |
| Fase a gironi           | Rangers - Inter             | 1-1       |
| Ottavi di finale        | Ajax - Inter                | 2-2       |
| Ottavi di finale        | Inter - Ajax                | 1-0       |
| Quarti di finale        | Inter - Villarreal          | 2-1       |
| Quarti di finale        | Villarreal - Inter          | 1-0       |

 2006-2007 
| Turno            | Partita                  | Risultato |
| ---------------- | ------------------------ | --------- |
| Fase a gironi    | Sporting Lisbona - Inter | 1-0       |
| Fase a gironi    | Inter - Bayern Monaco    | 0-2       |
| Fase a gironi    | Inter - Spartak Mosca    | 2-1       |
| Fase a gironi    | Spartak Mosca - Inter    | 0-1       |
| Fase a gironi    | Inter - Sporting Lisbona | 1-0       |
| Fase a gironi    | Bayern Monaco - Inter    | 1-1       |
| Ottavi di finale | Inter - Valencia         | 2-2       |
| Ottavi di finale | Valencia - Inter         | 0-0       |

 2007-2008 
| Turno            | Partita            | Risultato |
| ---------------- | ------------------ | --------- |
| Fase a gironi    | Fenerbahçe - Inter | 1-0       |
| Fase a gironi    | Inter - PSV        | 2-0       |
| Fase a gironi    | CSKA Mosca - Inter | 1-2       |
| Fase a gironi    | Inter - CSKA Mosca | 4-2       |
| Fase a gironi    | Inter - Fenerbahçe | 3-0       |
| Fase a gironi    | PSV - Inter        | 0-1       |
| Ottavi di finale | Liverpool - Inter  | 2-0       |
| Ottavi di finale | Inter - Liverpool  | 0-1       |

 2008-2009 
| Turno            | Partita                | Risultato |
| ---------------- | ---------------------- | --------- |
| Fase a gironi    | Panathīnaïkos - Inter  | 0-2       |
| Fase a gironi    | Inter - Werder Brema   | 1-1       |
| Fase a gironi    | Inter - Anorthōsis     | 1-0       |
| Fase a gironi    | Anorthōsis - Inter     | 3-3       |
| Fase a gironi    | Inter - Panathīnaïkos  | 0-1       |
| Fase a gironi    | Werder Brema - Inter   | 2-1       |
| Ottavi di finale | Inter - Manchester Utd | 0-0       |
| Ottavi di finale | Manchester Utd - Inter | 2-0       |

 2009-2010 
| Turno            | Partita               | Risultato |
| ---------------- | --------------------- | --------- |
| Fase a gironi    | Inter - Barcellona    | 0-0       |
| Fase a gironi    | Rubin - Inter         | 1-1       |
| Fase a gironi    | Inter - Dinamo Kiev   | 2-2       |
| Fase a gironi    | Dinamo Kiev - Inter   | 1-2       |
| Fase a gironi    | Barcellona - Inter    | 2-0       |
| Fase a gironi    | Inter - Rubin         | 2-0       |
| Ottavi di finale | Inter - Chelsea       | 2-1       |
| Ottavi di finale | Chelsea - Inter       | 0-1       |
| Quarti di finale | Inter - CSKA Mosca    | 1-0       |
| Quarti di finale | CSKA Mosca - Inter    | 0-1       |
| Semifinali       | Inter - Barcellona    | 3-1       |
| Semifinali       | Barcellona - Inter    | 1-0       |
| Finale           | Bayern Monaco - Inter | 0-2       |

 2010-2011 
| Turno            | Partita               | Risultato |
| ---------------- | --------------------- | --------- |
| Fase a gironi    | Twente - Inter        | 2-2       |
| Fase a gironi    | Inter - Werder Brema  | 4-0       |
| Fase a gironi    | Inter - Tottenham     | 4-3       |
| Fase a gironi    | Tottenham - Inter     | 3-1       |
| Fase a gironi    | Inter - Twente        | 1-0       |
| Fase a gironi    | Werder Brema - Inter  | 3-0       |
| Ottavi di finale | Inter - Bayern Monaco | 0-1       |
| Ottavi di finale | Bayern Monaco - Inter | 2-3       |
| Quarti di finale | Inter - Schalke 04    | 2-5       |
| Quarti di finale | Schalke 04 - Inter    | 2-1       |

 2011-2012 
| Turno            | Partita                     | Risultato |
| ---------------- | --------------------------- | --------- |
| Fase a gironi    | Inter - Trabzonspor         | 0-1       |
| Fase a gironi    | CSKA Mosca - Inter          | 2-3       |
| Fase a gironi    | Lilla - Inter               | 0-1       |
| Fase a gironi    | Inter - Lilla               | 2-1       |
| Fase a gironi    | Trabzonspor - Inter         | 1-1       |
| Fase a gironi    | Inter - CSKA Mosca          | 1-2       |
| Ottavi di finale | Olympique Marsiglia - Inter | 1-0       |
| Ottavi di finale | Inter - Olympique Marsiglia | 2-1       |

 2018-2019 
| Turno         | Partita            | Risultato |
| ------------- | ------------------ | --------- |
| Fase a gironi | Inter - Tottenham  | 2-1       |
| Fase a gironi | PSV - Inter        | 1-2       |
| Fase a gironi | Barcellona - Inter | 2-0       |
| Fase a gironi | Inter - Barcellona | 1-1       |
| Fase a gironi | Tottenham - Inter  | 1-0       |
| Fase a gironi | Inter - PSV        | 1-1       |

 2019-2020 
| Turno         | Partita                   | Risultato |
| ------------- | ------------------------- | --------- |
| Fase a gironi | Inter - Slavia Praga      | 1-1       |
| Fase a gironi | Barcellona - Inter        | 2-1       |
| Fase a gironi | Inter - Borussia Dortmund | 2-0       |
| Fase a gironi | Borussia Dortmund - Inter | 3-2       |
| Fase a gironi | Slavia Praga - Inter      | 1-3       |
| Fase a gironi | Inter - Barcellona        | 1-2       |

 2020-2021 
| Turno         | Partita                     | Risultato |
| ------------- | --------------------------- | --------- |
| Fase a gironi | Inter - Borussia M'gladbach | 2-2       |
| Fase a gironi | Šachtar - Inter             | 0-0       |
| Fase a gironi | Real Madrid - Inter         | 3-2       |
| Fase a gironi | Inter - Real Madrid         | 0-2       |
| Fase a gironi | Borussia M'gladbach - Inter | 2-3       |
| Fase a gironi | Inter - Šachtar             | 0-0       |

 2021-2022 
| Turno            | Partita                  | Risultato |
| ---------------- | ------------------------ | --------- |
| Fase a gironi    | Inter - Real Madrid      | 0-1       |
| Fase a gironi    | Šachtar - Inter          | 0-0       |
| Fase a gironi    | Inter - Sheriff Tiraspol | 3-1       |
| Fase a gironi    | Sheriff Tiraspol - Inter | 1-3       |
| Fase a gironi    | Inter - Šachtar          | 2-0       |
| Fase a gironi    | Real Madrid - Inter      | 2-0       |
| Ottavi di finale | Inter - Liverpool        | 0-2       |
| Ottavi di finale | Liverpool - Inter        | 0-1       |

 2022-2023 
| Turno            | Partita                 | Risultato |
| ---------------- | ----------------------- | --------- |
| Fase a gironi    | Inter - Bayern Monaco   | 0-2       |
| Fase a gironi    | Viktoria Plzeň - Inter  | 0-2       |
| Fase a gironi    | Inter - Barcellona      | 1-0       |
| Fase a gironi    | Barcellona - Inter      | 3-3       |
| Fase a gironi    | Inter - Viktoria Plzeň  | 4-0       |
| Fase a gironi    | Bayern Monaco - Inter   | 2-0       |
| Ottavi di finale | Inter - Porto           | 1-0       |
| Ottavi di finale | Porto - Inter           | 0-0       |
| Quarti di finale | Benfica - Inter         | 0-2       |
| Quarti di finale | Inter - Benfica         | 3-3       |
| Semifinali       | Milan - Inter           | 0-2       |
| Semifinali       | Inter - Milan           | 1-0       |
| Finale           | Manchester City - Inter | 1-0       |

 2023-2024 
| Turno            | Partita                 | Risultato         |
| ---------------- | ----------------------- | ----------------- |
| Fase a gironi    | Real Sociedad - Inter   | 1-1               |
| Fase a gironi    | Inter - Benfica         | 1-0               |
| Fase a gironi    | Inter - Salisburgo      | 2-1               |
| Fase a gironi    | Salisburgo - Inter      | 0-1               |
| Fase a gironi    | Benfica - Inter         | 3-3               |
| Fase a gironi    | Inter - Real Sociedad   | 0-0               |
| Ottavi di finale | Inter - Atlético Madrid | 1-0               |
| Ottavi di finale | Atlético Madrid - Inter | 2-1 (3-2 ai rig.) |

 2024-2025 
| Turno              | Partita                     | Risultato    |
| ------------------ | --------------------------- | ------------ |
| Fase di campionato | Manchester City - Inter     | 0-0          |
| Fase di campionato | Inter - Stella Rossa        | 4-0          |
| Fase di campionato | Young Boys - Inter          | 0-1          |
| Fase di campionato | Inter - Arsenal             | 1-0          |
| Fase di campionato | Inter - RB Lipsia           | 1-0          |
| Fase di campionato | Bayer Leverkusen - Inter    | 1-0          |
| Fase di campionato | Sparta Praga - Inter        | 0-1          |
| Fase di campionato | Inter - Monaco              | 3-0          |
| Ottavi di finale   | Feyenoord - Inter           | 0-2          |
| Ottavi di finale   | Inter - Feyenoord           | 2-1          |
| Quarti di finale   | Bayern Monaco - Inter       | 1-2          |
| Quarti di finale   | Inter - Bayern Monaco       | 2-2          |
| Semifinali         | Barcellona - Inter          | 3-3          |
| Semifinali         | Inter - Barcellona          | 4-3 (d.t.s.) |
| Finale             | Paris Saint-Germain - Inter | 5-0          |

### Coppa delle Coppe UEFA
1978-1979 
| Turno            | Partita             | Risultato |
| ---------------- | ------------------- | --------- |
| Primo turno      | Floriana - Inter    | 1-3       |
| Primo turno      | Inter - Floriana    | 5-0       |
| Secondo turno    | Inter - Bodø/Glimt  | 5-0       |
| Secondo turno    | Bodø/Glimt - Inter  | 1-2       |
| Quarti di finale | Inter - KSK Beveren | 0-0       |
| Quarti di finale | KSK Beveren - Inter | 1-0       |

 1982-1983 
| Turno            | Partita                   | Risultato |
| ---------------- | ------------------------- | --------- |
| Primo turno      | Inter - Slovan Bratislava | 2-0       |
| Primo turno      | Slovan Bratislava - Inter | 2-1       |
| Secondo turno    | AZ Alkmaar - Inter        | 1-0       |
| Secondo turno    | Inter - AZ Alkmaar        | 2-0       |
| Quarti di finale | Inter - Real Madrid       | 1-1       |
| Quarti di finale | Real Madrid - Inter       | 2-1       |

### Coppa UEFA / UEFA Europa League

Una formazione dell'Inter 1990-91, vincitrice della Coppa UEFA

La formazione dell'Inter scesa in campo nella finale di ritorno della vittoriosa Coppa UEFA 1993-94

La formazione dell'Inter scesa in campo nella finale di ritorno della Coppa UEFA 1996-97

1972-1973 
| Turno         | Partita                 | Risultato |
| ------------- | ----------------------- | --------- |
| Primo turno   | Inter - Valletta        | 6-1       |
| Primo turno   | Valletta - Inter        | 0-1       |
| Secondo turno | Inter - IFK Norrköping  | 2-2       |
| Secondo turno | IFK Norrköping - Inter  | 0-2       |
| Terzo turno   | Vitória Setúbal - Inter | 2-0       |
| Terzo turno   | Inter - Vitória Setúbal | 1-0       |

 1973-1974 
| Turno       | Partita               | Risultato    |
| ----------- | --------------------- | ------------ |
| Primo turno | Admira/Wacker - Inter | 1-0          |
| Primo turno | Inter - Admira/Wacker | 2-1 (d.t.s.) |

 1974-1975 
| Turno         | Partita              | Risultato |
| ------------- | -------------------- | --------- |
| Primo turno   | FK Etăr - Inter      | 0-0       |
| Primo turno   | Inter - FK Etăr      | 3-0       |
| Secondo turno | Inter - FC Amsterdam | 1-2       |
| Secondo turno | FC Amsterdam - Inter | 0-0       |

 1976-1977 
| Turno       | Partita        | Risultato |
| ----------- | -------------- | --------- |
| Primo turno | Inter - Honvéd | 0-1       |
| Primo turno | Honvéd - Inter | 1-1       |

 1977-1978 
| Turno       | Partita                | Risultato |
| ----------- | ---------------------- | --------- |
| Primo turno | Inter - Dinamo Tbilisi | 0-1       |
| Primo turno | Dinamo Tbilisi - Inter | 0-0       |

 1979-1980 
| Turno         | Partita                     | Risultato    |
| ------------- | --------------------------- | ------------ |
| Primo turno   | Inter - Real Sociedad       | 3-0          |
| Primo turno   | Real Sociedad - Inter       | 2-0          |
| Secondo turno | Borussia M'gladbach - Inter | 1-1          |
| Secondo turno | Inter - Borussia M'gladbach | 2-3 (d.t.s.) |

 1981-1982 
| Turno         | Partita                 | Risultato    |
| ------------- | ----------------------- | ------------ |
| Primo turno   | Adanaspor - Inter       | 1-3          |
| Primo turno   | Inter - Adanaspor       | 4-1          |
| Secondo turno | Inter - Dinamo Bucarest | 1-1          |
| Secondo turno | Dinamo Bucarest - Inter | 3-2 (d.t.s.) |

 1983-1984 
| Turno         | Partita                | Risultato |
| ------------- | ---------------------- | --------- |
| Primo turno   | Trabzonspor - Inter    | 1-0       |
| Primo turno   | Inter - Trabzonspor    | 2-0       |
| Secondo turno | Groningen - Inter      | 2-0       |
| Secondo turno | Inter - Groningen      | 5-1       |
| Terzo turno   | Austria Vienna - Inter | 2-1       |
| Terzo turno   | Inter - Austria Vienna | 1-1       |

 1984-1985 
| Turno            | Partita                    | Risultato |
| ---------------- | -------------------------- | --------- |
| Primo turno      | Sportul Studențesc - Inter | 1-0       |
| Primo turno      | Inter - Sportul Studențesc | 2-0       |
| Secondo turno    | Inter - Rangers            | 3-0       |
| Secondo turno    | Rangers - Inter            | 3-1       |
| Terzo turno      | Amburgo - Inter            | 2-1       |
| Terzo turno      | Inter - Amburgo            | 1-0       |
| Quarti di finale | Inter - Colonia            | 1-0       |
| Quarti di finale | Colonia - Inter            | 1-3       |
| Semifinali       | Inter - Real Madrid        | 2-0       |
| Semifinali       | Real Madrid - Inter        | 3-0       |

 1985-1986 
| Turno            | Partita                | Risultato    |
| ---------------- | ---------------------- | ------------ |
| Primo turno      | Inter - San Gallo      | 5-1          |
| Primo turno      | San Gallo - Inter      | 0-0          |
| Secondo turno    | LASK - Inter           | 1-0          |
| Secondo turno    | Inter - LASK           | 4-0          |
| Terzo turno      | Inter - Legia Varsavia | 0-0          |
| Terzo turno      | Legia Varsavia - Inter | 0-1 (d.t.s.) |
| Quarti di finale | Inter - Nantes         | 3-0          |
| Quarti di finale | Nantes - Inter         | 3-3          |
| Semifinali       | Inter - Real Madrid    | 3-1          |
| Semifinali       | Real Madrid - Inter    | 5-1 (d.t.s.) |

 1986-1987 
| Turno            | Partita                | Risultato |
| ---------------- | ---------------------- | --------- |
| Primo turno      | Inter - AEK Atene      | 2-0       |
| Primo turno      | AEK Atene - Inter      | 0-1       |
| Secondo turno    | Legia Varsavia - Inter | 3-2       |
| Secondo turno    | Inter - Legia Varsavia | 1-0       |
| Terzo turno      | Dukla Praga - Inter    | 0-1       |
| Terzo turno      | Inter - Dukla Praga    | 0-0       |
| Quarti di finale | IFK Göteborg - Inter   | 0-0       |
| Quarti di finale | Inter - IFK Göteborg   | 1-1       |

 1987-1988 
| Turno         | Partita          | Risultato |
| ------------- | ---------------- | --------- |
| Primo turno   | Beşiktaş - Inter | 0-0       |
| Primo turno   | Inter - Beşiktaş | 3-1       |
| Secondo turno | Inter - TPS      | 0-1       |
| Secondo turno | TPS - Inter      | 0-2       |
| Terzo turno   | Inter - Espanyol | 1-1       |
| Terzo turno   | Espanyol - Inter | 1-0       |

 1988-1989 
| Turno         | Partita               | Risultato |
| ------------- | --------------------- | --------- |
| Primo turno   | Inter - Brage         | 2-1       |
| Primo turno   | Brage - Inter         | 1-2       |
| Secondo turno | Malmö FF - Inter      | 0-1       |
| Secondo turno | Inter - Malmö FF      | 1-1       |
| Terzo turno   | Bayern Monaco - Inter | 0-2       |
| Terzo turno   | Inter - Bayern Monaco | 1-3       |

 1990-1991 
| Turno            | Partita                  | Risultato    |
| ---------------- | ------------------------ | ------------ |
| Primo turno      | Rapid Vienna - Inter     | 2-1          |
| Primo turno      | Inter - Rapid Vienna     | 3-1 (d.t.s.) |
| Secondo turno    | Aston Villa - Inter      | 2-0          |
| Secondo turno    | Inter - Aston Villa      | 3-0          |
| Terzo turno      | Inter - Partizan         | 3-0          |
| Terzo turno      | Partizan - Inter         | 1-1          |
| Quarti di finale | Atalanta - Inter         | 0-0          |
| Quarti di finale | Inter - Atalanta         | 2-0          |
| Semifinali       | Sporting Lisbona - Inter | 0-0          |
| Semifinali       | Inter - Sporting Lisbona | 2-0          |
| Finale           | Inter - Roma             | 2-0          |
| Finale           | Roma - Inter             | 1-0          |

 1991-1992 
| Turno       | Partita          | Risultato |
| ----------- | ---------------- | --------- |
| Primo turno | Boavista - Inter | 2-1       |
| Primo turno | Inter - Boavista | 0-0       |

 1993-1994 
| Turno            | Partita                   | Risultato |
| ---------------- | ------------------------- | --------- |
| Primo turno      | Inter - Rapid Bucarest    | 3-1       |
| Primo turno      | Rapid Bucarest - Inter    | 0-2       |
| Secondo turno    | Inter - Apollōn Limassol  | 1-0       |
| Secondo turno    | Apollōn Limassol - Inter  | 3-3       |
| Terzo turno      | Norwich City - Inter      | 0-1       |
| Terzo turno      | Inter - Norwich City      | 1-0       |
| Quarti di finale | Borussia Dortmund - Inter | 1-3       |
| Quarti di finale | Inter - Borussia Dortmund | 1-2       |
| Semifinali       | Cagliari - Inter          | 3-2       |
| Semifinali       | Inter - Cagliari          | 3-0       |
| Finale           | Salisburgo - Inter        | 0-1       |
| Finale           | Inter - Salisburgo        | 1-0       |

 1994-1995 
| Turno       | Partita             | Risultato         |
| ----------- | ------------------- | ----------------- |
| Primo turno | Inter - Aston Villa | 1-0               |
| Primo turno | Aston Villa - Inter | 1-0 (4-3 ai rig.) |

 1995-1996 
| Turno       | Partita        | Risultato |
| ----------- | -------------- | --------- |
| Primo turno | Lugano - Inter | 1-1       |
| Primo turno | Inter - Lugano | 0-1       |

 1996-1997 
| Turno            | Partita            | Risultato         |
| ---------------- | ------------------ | ----------------- |
| Primo turno      | Guingamp - Inter   | 0-3               |
| Primo turno      | Inter - Guingamp   | 1-1               |
| Secondo turno    | Inter - Grazer AK  | 1-0               |
| Secondo turno    | Grazer AK - Inter  | 1-0 (3-5 ai rig.) |
| Terzo turno      | Inter - Boavista   | 5-1               |
| Terzo turno      | Boavista - Inter   | 0-2               |
| Quarti di finale | Anderlecht - Inter | 1-1               |
| Quarti di finale | Inter - Anderlecht | 2-1               |
| Semifinali       | Inter - Monaco     | 3-1               |
| Semifinali       | Monaco - Inter     | 1-0               |
| Finale           | Schalke 04 - Inter | 1-0               |
| Finale           | Inter - Schalke 04 | 1-0 (1-4 ai rig.) |

 1997-1998 
| Turno            | Partita                 | Risultato    |
| ---------------- | ----------------------- | ------------ |
| Primo turno      | Inter - Neuchâtel Xamax | 2-0          |
| Primo turno      | Neuchâtel Xamax - Inter | 0-2          |
| Secondo turno    | Inter - Olympique Lione | 1-2          |
| Secondo turno    | Olympique Lione - Inter | 1-3          |
| Terzo turno      | Strasburgo - Inter      | 2-0          |
| Terzo turno      | Inter - Strasburgo      | 3-0          |
| Quarti di finale | Inter - Schalke 04      | 1-0          |
| Quarti di finale | Schalke 04 - Inter      | 1-1 (d.t.s.) |
| Semifinali       | Inter - Spartak Mosca   | 2-1          |
| Semifinali       | Spartak Mosca - Inter   | 1-2          |
| Finale           | Lazio - Inter           | 0-3          |

 2000-2001 
| Turno         | Partita                | Risultato |
| ------------- | ---------------------- | --------- |
| Primo turno   | Ruch Chorzów - Inter   | 0-3       |
| Primo turno   | Inter - Ruch Chorzów   | 4-1       |
| Secondo turno | Inter - Vitesse        | 0-0       |
| Secondo turno | Vitesse - Inter        | 1-1       |
| Terzo turno   | Hertha Berlino - Inter | 0-0       |
| Terzo turno   | Inter - Hertha Berlino | 2-1       |
| Quarto turno  | Alavés - Inter         | 3-3       |
| Quarto turno  | Inter - Alavés         | 0-2       |

 2001-2002 
| Turno            | Partita                | Risultato |
| ---------------- | ---------------------- | --------- |
| Primo turno      | Inter - Brașov         | 3-0       |
| Primo turno      | Brașov - Inter         | 0-3       |
| Secondo turno    | Inter - Wisła Cracovia | 2-0       |
| Secondo turno    | Wisła Cracovia - Inter | 1-0       |
| Terzo turno      | Ipswich Town - Inter   | 1-0       |
| Terzo turno      | Inter - Ipswich Town   | 4-1       |
| Quarto turno     | Inter - AEK Atene      | 3-1       |
| Quarto turno     | AEK Atene - Inter      | 2-2       |
| Quarti di finale | Inter - Valencia       | 1-1       |
| Quarti di finale | Valencia - Inter       | 0-1       |
| Semifinali       | Inter - Feyenoord      | 0-1       |
| Semifinali       | Feyenoord - Inter      | 2-2       |

 2003-2004 
| Turno            | Partita                     | Risultato |
| ---------------- | --------------------------- | --------- |
| Terzo turno      | Sochaux - Inter             | 2-2       |
| Terzo turno      | Inter - Sochaux             | 0-0       |
| Quarto turno     | Benfica - Inter             | 0-0       |
| Quarto turno     | Inter - Benfica             | 4-3       |
| Quarti di finale | Olympique Marsiglia - Inter | 1-0       |
| Quarti di finale | Inter - Olympique Marsiglia | 0-1       |

 2012-2013 
| Turno                   | Partita                | Risultato    |
| ----------------------- | ---------------------- | ------------ |
| Terzo turno preliminare | Hajduk Spalato - Inter | 0-3          |
| Terzo turno preliminare | Inter - Hajduk Spalato | 0-2          |
| Play-off                | Vaslui - Inter         | 0-2          |
| Play-off                | Inter - Vaslui         | 2-2          |
| Fase a gironi           | Inter - Rubin          | 2-2          |
| Fase a gironi           | Neftçi Baku - Inter    | 1-3          |
| Fase a gironi           | Inter - Partizan       | 1-0          |
| Fase a gironi           | Partizan - Inter       | 1-3          |
| Fase a gironi           | Rubin - Inter          | 3-0          |
| Fase a gironi           | Inter - Neftçi Baku    | 2-2          |
| Sedicesimi di finale    | Inter - CFR Cluj       | 2-0          |
| Sedicesimi di finale    | CFR Cluj - Inter       | 0-3          |
| Ottavi di finale        | Tottenham - Inter      | 3-0          |
| Ottavi di finale        | Inter - Tottenham      | 4-1 (d.t.s.) |

 2014-2015 
| Turno                | Partita               | Risultato |
| -------------------- | --------------------- | --------- |
| Play-off             | Stjarnan - Inter      | 0-3       |
| Play-off             | Inter - Stjarnan      | 6-0       |
| Fase a gironi        | Dnipro - Inter        | 0-1       |
| Fase a gironi        | Inter - Qarabağ       | 2-0       |
| Fase a gironi        | Inter - Saint-Étienne | 0-0       |
| Fase a gironi        | Saint-Étienne - Inter | 1-1       |
| Fase a gironi        | Inter - Dnipro        | 2-1       |
| Fase a gironi        | Qarabağ - Inter       | 0-0       |
| Sedicesimi di finale | Celtic - Inter        | 3-3       |
| Sedicesimi di finale | Inter - Celtic        | 1-0       |
| Ottavi di finale     | Wolfsburg - Inter     | 3-1       |
| Ottavi di finale     | Inter - Wolfsburg     | 1-2       |

 2016-2017 
| Turno         | Partita                    | Risultato |
| ------------- | -------------------------- | --------- |
| Fase a gironi | Inter - Hapoel Be'er Sheva | 0-2       |
| Fase a gironi | Sparta Praga - Inter       | 3-1       |
| Fase a gironi | Inter - Southampton        | 1-0       |
| Fase a gironi | Southampton - Inter        | 2-1       |
| Fase a gironi | Hapoel Be'er Sheva - Inter | 3-2       |
| Fase a gironi | Inter - Sparta Praga       | 2-1       |

 2018-2019 
| Turno                | Partita                       | Risultato |
| -------------------- | ----------------------------- | --------- |
| Sedicesimi di finale | Rapid Vienna - Inter          | 0-1       |
| Sedicesimi di finale | Inter - Rapid Vienna          | 4-0       |
| Ottavi di finale     | Eintracht Francoforte - Inter | 0-0       |
| Ottavi di finale     | Inter - Eintracht Francoforte | 0-1       |

 2019-2020 
| Turno                | Partita                  | Risultato |
| -------------------- | ------------------------ | --------- |
| Sedicesimi di finale | Ludogorec - Inter        | 0-2       |
| Sedicesimi di finale | Inter - Ludogorec        | 2-1       |
| Ottavi di finale     | Inter - Getafe           | 2-0       |
| Quarti di finale     | Inter - Bayer Leverkusen | 2-1       |
| Semifinali           | Inter - Šachtar          | 5-0       |
| Finale               | Siviglia - Inter         | 3-2       |

### Supercoppa UEFA
2010 
| Turno  | Partita                 | Risultato |
| ------ | ----------------------- | --------- |
| Finale | Inter - Atlético Madrid | 0-2       |

### Coppa Intercontinentale

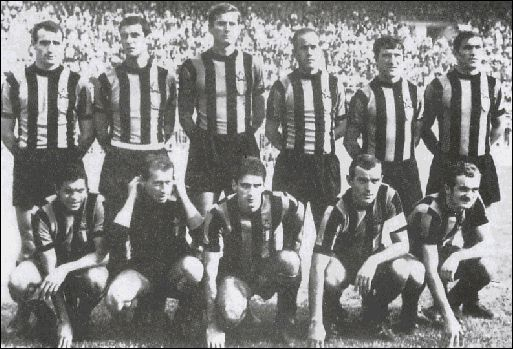
La rosa dell'Inter 1965-66, vincitrice della Coppa Intercontinentale

1964 
| Turno  | Partita               | Risultato    |
| ------ | --------------------- | ------------ |
| Finale | Independiente - Inter | 1-0          |
| Finale | Inter - Independiente | 2-0          |
| Finale | Inter - Independiente | 1-0 (d.t.s.) |

 1965 
| Turno  | Partita               | Risultato |
| ------ | --------------------- | --------- |
| Finale | Inter - Independiente | 3-0       |
| Finale | Independiente - Inter | 0-0       |

### Supercoppa dei Campioni Intercontinentali
1968 
| Turno  | Partita        | Risultato |
| ------ | -------------- | --------- |
| Finale | Inter - Santos | 0-1       |

### Coppa del mondo per club FIFA
2010 
| Turno      | Partita            | Risultato |
| ---------- | ------------------ | --------- |
| Semifinali | Seongnam - Inter   | 0-3       |
| Finale     | TP Mazembe - Inter | 0-3       |

 2025 
| Turno            | Partita             | Risultato |
| ---------------- | ------------------- | --------- |
| Fase a gironi    | Monterrey - Inter   | 1-1       |
| Fase a gironi    | Inter - Urawa Reds  | 2-1       |
| Fase a gironi    | Inter - River Plate | 2-0       |
| Ottavi di finale | Inter - Fluminense  | 0-2       |

## Altre competizioni

### Coppa delle Fiere
1955-1958 
| Turno         | Partita                 | Risultato |
| ------------- | ----------------------- | --------- |
| Fase a gironi | Inter - Birmingham City | 0-0       |
| Fase a gironi | Zagabria XI - Inter     | 0-1       |
| Fase a gironi | Inter - Zagabria XI     | 4-0       |
| Fase a gironi | Birmingham City - Inter | 2-1       |

 1958-1960 
| Turno            | Partita                 | Risultato |
| ---------------- | ----------------------- | --------- |
| Primo turno      | Inter - Olympique Lione | 7-0       |
| Primo turno      | Olympique Lione - Inter | 1-1       |
| Quarti di finale | Barcellona - Inter      | 4-0       |
| Quarti di finale | Inter - Barcellona      | 2-4       |

 1960-1961 
| Turno            | Partita                 | Risultato |
| ---------------- | ----------------------- | --------- |
| Primo turno      | Inter - Hannover 96     | 8-2       |
| Primo turno      | Hannover 96 - Inter     | 1-6       |
| Quarti di finale | Inter - Belgrado XI     | 5-0       |
| Quarti di finale | Belgrado XI - Inter     | 1-0       |
| Semifinali       | Inter - Birmingham City | 1-2       |
| Semifinali       | Birmingham City - Inter | 2-1       |

 1961-1962 
| Turno            | Partita          | Risultato |
| ---------------- | ---------------- | --------- |
| Primo turno      | Colonia - Inter  | 4-2       |
| Primo turno      | Inter - Colonia  | 2-0       |
| Primo turno      | Inter - Colonia  | 5-3       |
| Ottavi di finale | Hearts - Inter   | 0-1       |
| Ottavi di finale | Inter - Hearts   | 4-0       |
| Quarti di finale | Valencia - Inter | 2-0       |
| Quarti di finale | Inter - Valencia | 3-3       |

 1969-1970 
| Turno            | Partita                | Risultato |
| ---------------- | ---------------------- | --------- |
| Primo turno      | Inter - Sparta Praga   | 3-0       |
| Primo turno      | Sparta Praga - Inter   | 0-1       |
| Secondo turno    | Hansa Rostock - Inter  | 2-1       |
| Secondo turno    | Inter - Hansa Rostock  | 3-0       |
| Terzo turno      | Barcellona - Inter     | 1-2       |
| Terzo turno      | Inter - Barcellona     | 1-1       |
| Quarti di finale | Hertha Berlino - Inter | 1-0       |
| Quarti di finale | Inter - Hertha Berlino | 2-0       |
| Semifinali       | Anderlecht - Inter     | 0-1       |
| Semifinali       | Inter - Anderlecht     | 0-2       |

 1970-1971 
| Turno       | Partita               | Risultato |
| ----------- | --------------------- | --------- |
| Primo turno | Inter - Newcastle Utd | 1-1       |
| Primo turno | Newcastle Utd - Inter | 2-0       |

### Coppa dell'Europa Centrale

Una formazione dell'Inter 1932-33, finalista nella Coppa dell'Europa Centrale

1930 
| Turno            | Partita                   | Risultato    |
| ---------------- | ------------------------- | ------------ |
| Quarti di finale | Újpest - Ambrosiana       | 2-4          |
| Quarti di finale | Ambrosiana - Újpest       | 2-4          |
| Quarti di finale | Újpest - Ambrosiana       | 1-1 (d.t.s.) |
| Quarti di finale | Ambrosiana - Újpest       | 5-3          |
| Semifinali       | Ambrosiana - Sparta Praga | 2-2          |
| Semifinali       | Sparta Praga - Ambrosiana | 6-1          |

 1933 
| Turno            | Partita                           | Risultato |
| ---------------- | --------------------------------- | --------- |
| Quarti di finale | First Vienna - Ambrosiana-Inter   | 1-0       |
| Quarti di finale | Ambrosiana-Inter - First Vienna   | 4-0       |
| Semifinali       | Ambrosiana-Inter - Sparta Praga   | 4-1       |
| Semifinali       | Sparta Praga - Ambrosiana-Inter   | 2-2       |
| Finale           | Ambrosiana-Inter - Austria Vienna | 2-1       |
| Finale           | Austria Vienna - Ambrosiana-Inter | 3-1       |

 1934 
| Turno            | Partita                   | Risultato |
| ---------------- | ------------------------- | --------- |
| Ottavi di finale | Kladno - Ambrosiana-Inter | 1-1       |
| Ottavi di finale | Ambrosiana-Inter - Kladno | 2-3       |

 1935 
| Turno            | Partita                           | Risultato |
| ---------------- | --------------------------------- | --------- |
| Ottavi di finale | Ambrosiana-Inter - Austria Vienna | 2-5       |
| Ottavi di finale | Austria Vienna - Ambrosiana-Inter | 3-1       |

 1936 
| Turno            | Partita                         | Risultato |
| ---------------- | ------------------------------- | --------- |
| Ottavi di finale | Židenice - Ambrosiana-Inter     | 2-3       |
| Ottavi di finale | Ambrosiana-Inter - Židenice     | 8-1       |
| Quarti di finale | First Vienna - Ambrosiana-Inter | 2-0       |
| Quarti di finale | Ambrosiana-Inter - First Vienna | 4-1       |
| Semifinali       | Ambrosiana-Inter - Sparta Praga | 3-5       |
| Semifinali       | Sparta Praga - Ambrosiana-Inter | 3-2       |

 1938 
| Turno            | Partita                         | Risultato |
| ---------------- | ------------------------------- | --------- |
| Ottavi di finale | Ambrosiana-Inter - Kispest      | 4-2       |
| Ottavi di finale | Kispest - Ambrosiana-Inter      | 1-1       |
| Quarti di finale | Slavia Praga - Ambrosiana-Inter | 9-0       |
| Quarti di finale | Ambrosiana-Inter - Slavia Praga | 3-1       |

 1939 
| Turno            | Partita                   | Risultato |
| ---------------- | ------------------------- | --------- |
| Quarti di finale | Ambrosiana-Inter - Újpest | 2-1       |
| Quarti di finale | Újpest - Ambrosiana-Inter | 3-0       |

## Partite disputate per nazione
Dati aggiornati al 30 giugno 2025.
 G = partite giocate; V = vittorie; N = pareggi; P = sconfitte; GF = Goal segnati; GS = Goal subiti 
| Nazione       | G   | V   | N   | P   | GF  | GS  | Avversari in tornei UEFA, CONMEBOL e FIFA | Avversari in altre competizioni                        |
| ------------- | --- | --- | --- | --- | --- | --- | --- | ------------------------------------------------------ |
| Argentina     | 6   | 4   | 1   | 1   | 8   | 1   | Independiente - River Plate |                                                        |
| Austria       | 26  | 15  | 1   | 10  | 40  | 27  | Admira/Wacker - Austria Vienna - Grazer AK - LASK - Rapid Vienna - Salisburgo - Sturm Graz                                                                                                  | Austria Vienna - First Vienna                          |
| Azerbaigian   | 4   | 2   | 2   | 0   | 7   | 3   | Neftçi Baku - Qarabağ |                                                        |
| Brasile       | 2   | 0   | 0   | 2   | 0   | 3   | Fluminense - Santos |                                                        |
| Belgio        | 10  | 5   | 2   | 3   | 12  | 8   | Anderlecht - KSK Beveren - Standard Liegi | Anderlecht                                             |
| Bulgaria      | 7   | 4   | 3   | 0   | 10  | 3   | CSKA Sofia - FK Etăr - Ludogorec |                                                        |
| Cipro         | 4   | 2   | 2   | 0   | 8   | 6   | Anorthōsis - Apollōn Limassol |                                                        |
| Corea del Sud | 1   | 1   | 0   | 0   | 3   | 0   | Seongnam |                                                        |
| Croazia       | 4   | 3   | 0   | 1   | 8   | 2   | Hajduk Spalato | Zagabria XI                                            |
| Finlandia     | 2   | 1   | 0   | 1   | 2   | 1   | TPS |                                                        |
| Francia       | 30  | 13  | 9   | 8   | 50  | 33  | Guingamp - Lilla - Monaco - Nantes - Olympique Lione - Olympique Marsiglia - Paris Saint-Germain - Sochaux - Saint-Étienne - Strasburgo                                                     | Olympique Lione                                        |
| Georgia       | 2   | 0   | 1   | 1   | 0   | 1   | Dinamo Tbilisi |                                                        |
| Germania      | 59  | 27  | 11  | 21  | 99  | 77  | Amburgo - Bayer Leverkusen - Bayern Monaco - Borussia Dortmund - Borussia M'gladbach - Colonia - Eintracht Francoforte - Hertha Berlino - RB Lipsia - Schalke 04 - Werder Brema - Wolfsburg | Colonia - Hannover 96 - Hansa Rostock - Hertha Berlino |
| Giappone      | 1   | 1   | 0   | 0   | 2   | 1   | Urawa Reds |                                                        |
| Grecia        | 8   | 5   | 1   | 2   | 16  | 8   | AEK Atene - Panathīnaïkos |                                                        |
| Inghilterra   | 43  | 17  | 7   | 19  | 48  | 51  | Arsenal - Aston Villa - Chelsea - Everton - Ipswich Town - Liverpool - Manchester City - Manchester Utd - Newcastle Utd - Norwich City - Southampton - Tottenham                            | Birmingham City - Newcastle Utd                        |
| Islanda       | 2   | 2   | 0   | 0   | 9   | 0   | Stjarnan |                                                        |
| Israele       | 2   | 0   | 0   | 2   | 2   | 5   | Hapoel Be'er Sheva |                                                        |
| Italia        | 13  | 6   | 3   | 4   | 16  | 8   | Atalanta - Cagliari - Lazio - Milan - Roma |                                                        |
| Lettonia      | 2   | 2   | 0   | 0   | 7   | 1   | Skonto |                                                        |
| Malta         | 4   | 4   | 0   | 0   | 15  | 2   | Floriana - Valletta |                                                        |
| Messico       | 1   | 0   | 1   | 0   | 1   | 1   | Monterrey |                                                        |
| Moldavia      | 2   | 2   | 0   | 0   | 6   | 2   | Sheriff Tiraspol |                                                        |
| Norvegia      | 4   | 3   | 1   | 0   | 12  | 3   | Bodø/Glimt - Rosenborg |                                                        |
| Paesi Bassi   | 23  | 11  | 7   | 5   | 30  | 20  | Ajax - FC Amsterdam - AZ Alkmaar - Feyenoord - Groningen - PSV - Twente - Vitesse |                                                        |
| Polonia       | 8   | 5   | 1   | 2   | 13  | 5   | Legia Varsavia - Ruch Chorzów - Wisła Cracovia |                                                        |
| Portogallo    | 25  | 13  | 8   | 4   | 35  | 20  | Benfica - Boavista - Porto - Sporting Lisbona - Vitória Setúbal |                                                        |
| Rep. Ceca     | 23  | 12  | 5   | 6   | 50  | 42  | Dukla Praga - Sparta Praga - Slavia Praga - Viktoria Plzeň | Kladno - Slavia Praga - Sparta Praga - Židenice        |
| RD del Congo  | 1   | 1   | 0   | 0   | 3   | 0   | TP Mazembe |                                                        |
| Romania       | 18  | 12  | 3   | 3   | 38  | 11  | Brașov - CFR Cluj - Dinamo Bucarest - Rapid Bucarest - Sportul Studențesc - FCU Craiova - Vaslui                                                                                            |                                                        |
| Russia        | 20  | 12  | 5   | 3   | 29  | 22  | CSKA Mosca - Lokomotiv Mosca - Rubin - Spartak Mosca - Torpedo Mosca |                                                        |
| Scozia        | 13  | 6   | 4   | 3   | 19  | 11  | Celtic - Rangers | Hearts                                                 |
| Serbia        | 11  | 8   | 2   | 1   | 23  | 5   | Partizan - Stella Rossa | Belgrado XI                                            |
| Slovacchia    | 4   | 3   | 0   | 1   | 8   | 2   | Artmedia Bratislava - Slovan Bratislava |                                                        |
| Spagna        | 62  | 18  | 17  | 27  | 73  | 91  | Alavés - Atlético Madrid - Barcellona - Espanyol - Getafe - Real Madrid - Real Sociedad - Siviglia - Valencia - Villarreal                                                                  | Barcellona - Valencia                                  |
| Svezia        | 12  | 4   | 6   | 2   | 12  | 9   | Brage - Helsingborg - IFK Göteborg - IFK Norrköping - Malmö FF |                                                        |
| Svizzera      | 9   | 5   | 3   | 1   | 16  | 5   | Basilea - Lugano - Neuchâtel Xamax - San Gallo - Young Boys |                                                        |
| Turchia       | 10  | 5   | 2   | 3   | 16  | 7   | Adanaspor - Beşiktaş - Fenerbahçe - Trabzonspor |                                                        |
| Ucraina       | 13  | 7   | 6   | 0   | 20  | 7   | Dinamo Kiev - Dnipro - Šachtar |                                                        |
| Ungheria      | 14  | 7   | 4   | 3   | 29  | 21  | Ferencváros - Honvéd - Vasas | Kispest - Újpest                                       |
| Totale        | 504 | 247 | 118 | 139 | 792 | 523 | 145 squadre | 21 squadre                                             |